# 2006 QH181
2006 QH181, também escrito como 2006 QH181, é um corpo celeste que está localizado no disco disperso, uma região do Sistema Solar. Ele possui uma magnitude absoluta de 4,3 e tem um diâmetro estimado de cerca de 607 km. É muito provável que seja um planeta anão e faz parte do disco disperso, uma região do Sistema Solar. Pode ser um objeto separado desde um periélio de 37,6 UA pode colocá-lo fora da influência direta do planeta Netuno, ou poderia ter uma ressonância 3:10 com Netuno. Atualmente, possui uma órbita muito mal determinada (U=6) para saber se existe uma ressonância com Netuno.

## Descoberta
2006 QH181 foi descoberto no dia 21 de agosto de 2006.

## Órbita
A órbita de 2006 QH181 tem uma excentricidade de 0,431 e possui um semieixo maior de 66,885 UA. O seu periélio leva o mesmo a uma distância de 38,051 UA em relação ao Sol e seu afélio a 95,720 UA.

## Distância
Ele veio ao periélio por volta de 1858. Está atualmente a 82,9 UA do Sol. Os únicos planetas anões e prováveis planetas anões atualmente mais longe do Sol são Éris (96,4 UA), Gonggong (87,0 UA), Sedna (86,3 UA), e 2012 VP113 (83,1 UA). Por está tão longe do Sol, ele só tem uma magnitude aparente de 23,6.